# Amauromyza nevadensis
Amauromyza nevadensis är en tvåvingeart som beskrevs av Spencer 1981. Amauromyza nevadensis ingår i släktet Amauromyza och familjen minerarflugor.
Artens utbredningsområde är Kalifornien. Inga underarter finns listade i Catalogue of Life.